# 西武クハ1411形電車
西武クハ1411形電車（せいぶクハ1411がたでんしゃ）は、かつて西武鉄道に在籍した通勤形電車。
本形式は対応する電動車（モハ）形式が存在しない制御車（クハ）のみのグループであり、西武所沢車両工場において木造車の鋼体化名義で新製されたものが主流を占めるが、20m級車体の戦災国電の払い下げを復旧した車輌も存在した。

## 概要
戦後混乱期における利用客激増への対応と、戦中の車両酷使に伴う整備不良や補修部品不足に起因する車両稼働率低下という、相反する課題の克服に鉄道事業者各社が頭を悩ませる中、西武においては主に日本国有鉄道（国鉄）より払い下げを受けた戦災被災車、いわゆる戦災復旧国電の増備によって混乱期を乗り切った。
それら戦災復旧国電はモハ50形等を出自とする17m級車体の車両が多くを占めたが、モハ40形・60形を出自とする20m級車体の戦災被災車も6両存在し、同6両は1950年（昭和25年）から1952年（昭和27年）にかけて順次復旧されたのち本形式に区分された。
また1954年（昭和29年）より、国鉄より払い下げを受けた木造車の台枠を流用し、前述20m級車体の戦災復旧車に準じた車体を新製したグループが誕生した。同グループは増備中途で設計変更を加えられつつ1959年（昭和34年）までに39両が新製され、本形式は延べ45両の陣容となった。

## 仕様
出自や仕様は各グループごとに異なるものの、いずれも20m級半鋼製車体の片運転台車である。同時期に製造されたモハ311形・クハ1311形同様、前面に貫通扉があり、貫通幌の装備は持たない。窓配置はd1D5D5D2（d：乗務員扉, D：客用扉）で、1,100mm幅の片開客用扉が片側3箇所設置され、車内はロングシート仕様である。側窓は戦災復旧車グループが木製サッシであった他は全車鉄製サッシを採用している。車体塗装は当時の標準色であったブラウンとイエローの二色塗りとされた。
乗務員室は全車とも半室構造となっており、車幅全体の三分の一に相当する運転台部分に大半の運転用機器が収納され、残る三分の二は横方向の金属棒によって乗客スペースと仕切られているのみという簡素な設計であり、この構造は後年全室化改造もされることなく存置された。こうした開放的な運転台周りであったことから、本形式の側扉開閉スイッチは、悪戯防止の観点から操作の際に鍵による開錠を必要とするものが装備されている。
台車は戦災復旧車を含めて全車鉄道省制式台車の釣り合い梁式TR10およびTR11を装備した。これら台車はいずれも国鉄より払い下げを受けたもので、後年台車枠更新および軸受のローラーベアリング（コロ軸受）化が施工されてTR10CおよびTR11Aと型番が改められている。
制動装置はA動作弁を使用したACA自動空気ブレーキで、ブレーキシリンダーを車体側に1基搭載し、前後台車のブレーキを動作させる古典的なブレーキワークが採用されている。これは後年の輸送力増強に伴う長大編成化対策として、操作応答性向上のため制動装置に電磁弁を追加し、ACAE電磁自動空気ブレーキに全車改良された。
なお、落成当初の本形式には電動空気圧縮機 (CP)および電動発電機 (MG)といった補機類は搭載されなかった。

## グループ別詳細
本形式はその出自および製造年代によって3つのグループに大別される。以下、グループごとに詳細を述べる。なお、冒頭の車番はいずれも落成当初のものである。

### 戦災復旧車
- クハ1411 - 1413（初代）・クハ1401・1402・1404（クハ1401・1402は初代）

戦災被災車の払い下げを受け、1950年（昭和25年）から1952年（昭和27年）にかけて復旧の上導入した6両が本グループに分類される。種車はモハ60形およびモハ40形・41形であり、復旧に際して電装解除および台車交換が実施された他は、いずれも外観上ほぼ原形を保っている。前面形状が半流線型である前者はクハ1411形（初代）に、前面が平妻形状である後者はクハ1401形（初代）にそれぞれ形式区分された。
本グループの基本設計は後に製造された鋼体化車グループに継承されたが、車体リベットの有無など、細部には後のグループとの相違点を有した。クハ1404はモハ40形（両運転台車）を種車とすることから、後位寄り客用扉の引き込み方向が他車の車端部向きに対して中央向きである点が特徴であり、またクハ1413（初代）はモハ60形初期車を種車とし、1939年（昭和14年）度落成車の特徴である張り上げ屋根およびノーシル・ノーヘッダー構造はそのままに竣工している。
ベンチレーターは全車ともガーランド型を7個装備し、パンタグラフ台は痕跡を残さず撤去された。
なお、本グループのうちクハ1411形（初代）3両については1952年（昭和27年）12月から1954年（昭和29年）5月にかけて、系列会社の駿豆鉄道（現・伊豆箱根鉄道駿豆線）へ順次譲渡されて形式消滅し、西武における在籍期間は最短でわずか2年に過ぎなかった。
残存したクハ1401・1402・1404については1955年（昭和30年）4月にクハ1431・1432・1434（いずれも初代）へ改番が実施されたが、クハ1431・1432（いずれも初代）は1956年（昭和31年）8月と同年9月の2度にわたって駿豆鉄道へ譲渡されたため、本グループ中後年まで西武に在籍したのはクハ1434（初代）のみであった。

### 鋼体化車（初期）
- クハ1403・1405 - 1412（クハ1411・1412は2代）

国鉄より払い下げを受けた木造車の台枠を20m級に延長の上で流用し、戦災復旧車グループのうち前面が平妻形状のクハ1401形に酷似した車体を新製した車両群が本グループに分類される。1954年（昭和29年）5月と同年9月の2度にわたって9両が落成し、車体形状がほぼ同一であったことから、車番はクハ1401形の続番を称した。
車体はウィンドウシル・ヘッダーを有する半鋼製構造であり、外観は前述の通りクハ1401・1402・1404（クハ1401・1402は初代）と酷似するが、屋根部の断面形状が見直されて車体高が50mm低くなったほか、前面貫通扉周りの造作や、流用した台枠の形状の都合から妻面裾部形状が斜めに一段下がる形状となっている点が異なる。
その他、ベンチレーターは戦災復旧車グループ同様ガーランド型を7個装備する。
なお、本グループは後期鋼体化グループの増備に際して車番重複を回避するため、車番順にクハ1433・1435 - 1442（いずれも初代）へ改番されたのち、再び車番重複回避目的で戦災復旧車グループのクハ1434（初代）を含む全10両がクハ1451 - 1460（1451・1452は2代、1453 - 1456は初代）へ改番を実施しクハ1411形（2代）へ統合されている。

### 鋼体化車（後期）
- クハ1411 - 1440（クハ1411・1412は3代、1413・1421・1422・1431 - 1440は2代）

1955年（昭和30年）9月以降に落成した車両では各部に設計変更が加えられ、新たにクハ1411形（2代）として形式区分された。本グループは国鉄払い下げ木造車のほか、自社の木造車を名義上の種車とするが、実態は台枠より新製された純新車であるとする資料も存在する。
車体関連では前面貫通扉幅が800mmに拡幅されたほか、連結面側の妻面が切妻構造に変更されており、当時の最新型車両501系（初期車・後の351系）の設計思想が取り入れられた形となった。また、車内換気装置としてファンデリアを1両あたり2基装備し、ファンデリア直上のガーランド型ベンチレーターが大型の特殊形状のものとされたことも501系に準じている。
その他の基本設計は初期鋼体化グループの仕様をほぼ踏襲しており、車体はウィンドウシル・ヘッダーを有する半鋼製構造で、屋根部は木製キャンバス張りと、同時期に新製された501系初期車と比較して一段見劣りする仕様であった。しかし、当時の西武は501系の新製と平行して、旧態依然とした本グループの新製を継続し、最終増備車となったクハ1439・1440（いずれも初代）の落成は、全金属製車体に改良された501系後期車の最終増備車落成とほぼ同時期の1959年（昭和34年）5月のことであった。
なお、本グループのうち451系と編成化された車両については改番が実施されているが、詳細は後述する。

## 導入後の変遷
前述の通り、本形式は当初対応する電動車を持たなかった。竣工後は主にモハ311形と編成されて運用されたのち、501系の編成替えに伴って余剰となったモハ501形初期車（モハ411形・初代）および451系モハ451形と固定編成化された。以下、導入後の変遷について述べる。

### 他形式との固定編成化

#### モハ411形（初代）
501系が制御電動車（モハ）を20m車で統一する際に、余剰となった17m車体のモハ501形初期車（モハ411形・初代）の編成相手として、クハ1411 - 1430（クハ1411・1412は3代、1413・1421・1422は2代）が選ばれ、501系の編成替え進捗に伴って1958年（昭和33年）7月以降順次固定編成化された。
このうち、クハ1411 - 1420・1425・1426の12両はモハ411形と編成されるに当たって、1958年（昭和33年）7月から翌1959年（昭和34年）6月にかけて順次運転台を撤去してサハ1411形と改称されている。同12両は旧運転台側の妻面を元来の連結面と同様に切妻構造化して完全に中間車化され、窓配置も修正されたことから、外観から先頭車（クハ）であったことを想起することは困難であった。
なお、モハ411形と固定編成化された後の編成表は西武351系電車#編成替え、およびクモハ351形へ改称を参照されたい。

#### 451系
1959年（昭和34年）11月より451系の新製が開始されたが、同系列は当初制御電動車（モハ）のみが新製され、対応するクハおよびサハは新製されなかった。そのため編成相手として本形式が選ばれ、クハ1431 - 1440（いずれも2代）・1451 - 1460（1451・1452は2代、1453 - 1456は初代）にCPおよびMGを新設し、クハ1431 - 1440についてはクハ1461 - 1470へ改番の上、451系と固定編成化された同20両はクハ1451形（2代）に形式区分された。
なお、後年451系クハ1451形（3代）の新製に先立って、クハ1451 - 1470は1962年（昭和37年）7月にクハ1431 - 1450（クハ1431 - 1440は3代、1441・1442は2代）と改番され、再びクハ1411形へ統合されている。
また、クハ1431 - 1436（いずれも3代）はクハ1451形（2代）に置き換えられる形で451系との編成を解消し、CPおよびMGを撤去した上でモハ311形・371形の制御車に転用された。

### 各種改造
351系クモハ351形（2代・前述モハ411形を改称・改番）と編成されたクハ（サハ）1411 - 1430について、1969年（昭和44年）以降に施工されたクモハ351形の更新修繕に合わせて同様の工事が施工された。施工内容は以下の通り。
- 屋根部を中心に木部の修繕、ならびに屋根部の仕上げをビニール張りに変更
- ベンチレーターをグローブ型に交換
- 雨樋の鋼製化
- 側窓のアルミサッシ化
- 前面窓下部に鋼板を溶接し運転台部分強化
- 乗務員扉の鋼製化
- 車内送風機の扇風機化
- クモハ351形より移設されたCPおよびMGを搭載

その他、運転台機器の換装整備が実施され、クハ（サハ）1411 - 1430は本形式中最も近代化された仕様を有することとなった。また、運転台強化改造に際しては前面ウィンドウシル下部に鋼板を重ね張り溶接したことから、同工事を施工された車両は前面ウィンドウシルが目立たなくなったことが特徴であった。
451系およびモハ311形・371形と編成されたクハ1431 - 1450については、1965年（昭和40年）以降運転台機器の更新・車内送風機の扇風機化・乗務員扉の鋼製化・側窓のアルミサッシ化が順次施工されていたが、クハ（サハ）1411 - 1430に施工された修繕と比較すると内容が簡略化されており、若干見劣りするものであった。また、雨樋の鋼製化についてはクハ1431 - 1450に対しても後年実施されたものの、屋根部がキャンバス張りのままであった車両については前面雨樋がキャンバス押さえを兼ねた太い形状のものに変更され、外観上の特徴となった。
なお、上記以外の改造として、車体塗装のディープラズベリーとトニーベージュの二色塗りのいわゆる「赤電」塗装化・ATSの整備および列車無線の搭載・連結器部分への電気連結器の新設が全車を対象に施工されている。
さらに晩年には先頭車前面窓内側に行先表示幕の新設が実施されたが、同工事施工時期は本形式の淘汰時期と重なっていたことから、同工事を施工されることなく廃車となった車両も存在した。また、前照灯のシールドビーム2灯化は本形式に対しては施工されず、前述の通り他社では一般的に行われていた乗務員室の全室化改造も実施されなかった。

### 晩年
前述のようにクモハ311形・371形および351系・451系の制御車として運用された本形式であるが、編成を組む電動車の編成替えもしくは廃車に伴って余剰となった車両から淘汰されはじめた。
クモハ311形・371形の淘汰・編成替えに伴って、クハ1432・1433・1435・1436が1972年（昭和47年）から1973年（昭和48年）にかけて順次廃車解体され、クモハ401形（初代）と編成するため奇数車番ながら偶数向きに方向転換されていた異端車クハ1431も1973年（昭和48年）6月に廃車となり、351系および451系以外と編成されていた車両は全廃となった。
次いで351系の短編成化および廃車の進捗に伴ってサハ1411 - 1420・1425・1426が1973年（昭和48年）から1976年（昭和51年）にかけて廃車され、サハ1411形は形式消滅した。2両編成の制御車として運用されたクハ1421 - 1424・1427 - 1430についても1980年（昭和55年）2月までに全車廃車となっている。
さらに451系と編成されていた車両についても、601系クハ1601形を転用改造したクハ1651形に代替され、1977年（昭和52年）1月以降、2000系と新101系に置き替えられ、順次廃車された。なお、クハ1651形導入によって捻出されたクハ1447・1448は、前述の351系淘汰の途上において、中間サハを廃車したクモハ357・360とそれぞれ編成された。
以上の変遷を経て、最末期にはクハ1449・1450の2両が残るのみとなったが、同2両も編成を組む451系クモハ469・470の廃車に伴って1981年（昭和56年）3月31日付で除籍され、本形式は形式消滅した。

## 譲渡車両
本形式のうち早期に除籍・譲渡された5両を除く40両中、9両が廃車後地方私鉄へ譲渡された。譲渡先は上毛電気鉄道ならびに大井川鉄道（現・大井川鐵道）の2社で、いずれも351系と編成された状態で譲渡されている。
なお、現在は上毛電気鉄道へ譲渡された車両は既に全車廃車となっており、現存するのは大井川鉄道へ譲渡された1両のみである。

### 上毛電気鉄道
1977年（昭和52年）4月から1980年（昭和55年）10月にかけて、クハ1423・1427 - 1429・1438・1439・1447・1448の8両が譲渡され、同時に譲渡された351系8両とともに2両編成を組んで導入された。クハ30型31 - 38として導入された同8両は、譲渡に際して前部貫通扉を埋込撤去したほか、無人駅における扉扱いを迅速化する目的で車内客用扉脇に扉開閉スイッチを増設している。なお、車体塗装は編成相手の351系ともども西武在籍当時の赤電カラーのままとされた。
上毛電気鉄道は351系・クハ1411形16両の導入によって雑多な従来車を全て淘汰し、車種の統一を達成した。導入後は大きな改造を受けることなく運用されたが、経年による老朽化が著しくなったことから、300型（元東武鉄道3000系）の導入に伴い順次代替されて、1990年（平成2年）8月までに全車廃車となった。

### 大井川鉄道
1977年（昭和52年）3月にサハ1426が、351系クモハ365・366とともに譲渡された。同3両は西武在籍当時より編成を組んでいたもので、導入に際しては中央扉を埋めて2扉化されたほか、5000系レッドアローの車内更新に伴って発生したクロスシートを流用し、扉間座席をクロスシートとしたセミクロスシート仕様に車内を改装されている。なお、車番は西武在籍当時同様、サハ1426を称した。
導入後は312形312編成の中間車として運用されたが、3両固定編成は運用上都合が悪かったことから、312編成から外されて長期間休車となったのち、1985年（昭和60年）にお座敷客車ナロ80 2に改造されている。
同車は本形式中唯一現存する車両であるものの、お座敷客車化に際して大改造が施工されているため原形はほとんど残っていない。

## 車歴

### 戦災復旧車
| 車番 （竣工時） | 旧番 （国鉄当時） | 竣工年月   | 改番         | 改番          | 改番           | 廃車       | 備考                     |
| 車番 （竣工時） | 旧番 （国鉄当時） | 竣工年月   | 1955年4月    | 1956年9月     | 1962年7月      | 廃車       | 備考                     |
| --------------- | ----------------- | ---------- | ------------ | ------------- | -------------- | ---------- | ------------------------ |
| クハ1411 (I)    | モハ60109         | 1950年11月 | -            | -             | -              | 1952年12月 | 駿豆鉄道へ譲渡（クハ72） |
| クハ1412 (I)    | モハ60108         | 1950年11月 | -            | -             | -              | 1952年12月 | 駿豆鉄道へ譲渡（クハ73） |
| クハ1413 (I)    | モハ60011         | 1952年8月  | -            | -             | -              | 1954年5月  | 駿豆鉄道へ譲渡（クハ74） |
| クハ1401 (I)    | モハ41003         | 1951年3月  | クハ1431 (I) | -             | -              | 1956年8月  | 駿豆鉄道へ譲渡（クハ75） |
| クハ1402 (I)    | モハ41001         | 1950年11月 | クハ1432 (I) | -             | -              | 1956年9月  | 駿豆鉄道へ譲渡（クハ76） |
| クハ1404        | モハ40014         | 1952年10月 | クハ1434 (I) | クハ1452 (II) | クハ1432 (III) | 1972年4月  |                          |

### 鋼体化車（初期）
| 車番 （竣工時） | 種車           | 竣工年月  | 改番         | 改番          | 改番           | 廃車      | 備考                         |
| 車番 （竣工時） | 種車           | 竣工年月  | 1955年4月    | 1956年9月     | 1962年7月      | 廃車      | 備考                         |
| --------------- | -------------- | --------- | ------------ | ------------- | -------------- | --------- | ---------------------------- |
| クハ1403        | サハ2003 (II)  | 1954年9月 | クハ1433 (I) | クハ1451 (II) | クハ1431 (III) | 1973年6月 |                              |
| クハ1405        | サハ2005 (III) | 1954年9月 | クハ1435 (I) | クハ1453 (I)  | クハ1433 (III) | 1972年4月 |                              |
| クハ1406        | サハ2004       | 1954年5月 | クハ1436 (I) | クハ1454 (I)  | クハ1434 (III) | 1979年7月 |                              |
| クハ1407        | サハ2005 (II)  | 1954年5月 | クハ1437 (I) | クハ1455 (I)  | クハ1435 (III) | 1972年4月 |                              |
| クハ1408        | サハ2006       | 1954年5月 | クハ1438 (I) | クハ1456 (I)  | クハ1436 (III) | 1973年    |                              |
| クハ1409        | サハ2007       | 1954年5月 | クハ1439 (I) | クハ1457      | クハ1437 (III) | 1977年    |                              |
| クハ1410        | サハ2008       | 1954年5月 | クハ1440 (I) | クハ1458      | クハ1438 (III) | 1977年1月 | 上毛電気鉄道へ譲渡（クハ32） |
| クハ1411 (II)   | サハ19040      | 1954年9月 | クハ1441 (I) | クハ1459      | クハ1439 (III) | 1977年1月 | 上毛電気鉄道へ譲渡（クハ31） |
| クハ1412 (II)   | サハ19052      | 1954年9月 | クハ1442 (I) | クハ1460      | クハ1440 (III) | 1978年9月 |                              |

- 種車は全車国鉄払い下げの木造車である[注釈 16]。

### 鋼体化車（後期）
| 車番 （竣工時） | 種車            | 竣工年月   | 運転台撤去 | 運転台撤去 | 改番       | 改番          | 廃車       | 備考                                  |
| 車番 （竣工時） | 種車            | 竣工年月   | 車種変更   | 竣工       | 1959年11月 | 1962年7月     | 廃車       | 備考                                  |
| --------------- | --------------- | ---------- | ---------- | ---------- | ---------- | ------------- | ---------- | ------------------------------------- |
| クハ1411 (III)  | 国クハ1228 (II) | 1955年9月  | サハ1411   | 1958年8月  | -          | -             | 1975年     |                                       |
| クハ1412 (III)  | -               | 1955年11月 | サハ1412   | 1958年7月  | -          | -             | 1975年     |                                       |
| クハ1413 (II)   | 国クハ1230 (II) | 1955年9月  | サハ1413   | 1958年10月 | -          | -             | 1975年     |                                       |
| クハ1414        | 西クハ1254      | 1955年9月  | サハ1414   | 1958年10月 | -          | -             | 1975年     |                                       |
| クハ1415        | -               | 1955年9月  | サハ1415   | 1958年11月 | -          | -             | 1973年7月  |                                       |
| クハ1416        | 西クハ1253      | 1955年9月  | サハ1416   | 1958年11月 | -          | -             | 1973年7月  |                                       |
| クハ1417        | 国クハ1223      | 1955年9月  | サハ1417   | 1958年12月 | -          | -             | 1976年6月  |                                       |
| クハ1418        | 西クハ1257      | 1955年11月 | サハ1418   | 1958年12月 | -          | -             | 1976年6月  |                                       |
| クハ1419        | 国クハ1225      | 1955年9月  | サハ1419   | 1959年5月  | -          | -             | 1976年     |                                       |
| クハ1420        | 西クハ1259      | 1955年11月 | サハ1420   | 1959年6月  | -          | -             | 1976年     |                                       |
| クハ1421 (II)   | 国クハ1226      | 1955年9月  | -          | -          | -          | -             | 1979年6月  |                                       |
| クハ1422 (II)   | 西クハ1258      | 1955年11月 | -          | -          | -          | -             | 1979年3月  |                                       |
| クハ1423        | -               | 1955年9月  | -          | -          | -          | -             | 1979年3月  | 上毛電気鉄道へ譲渡（クハ37）          |
| クハ1424        | -               | 1955年12月 | -          | -          | -          | -             | 1979年3月  |                                       |
| クハ1425        | 国クハ1227      | 1955年9月  | サハ1425   | 1958年7月  | -          | -             | 1976年10月 |                                       |
| クハ1426        | 西クハ1260      | 1955年11月 | サハ1426   | 1958年7月  | -          | -             | 1976年10月 | 大井川鉄道へ譲渡（サハ1426）          |
| クハ1427        | -               | 1955年11月 | -          | -          | -          | -             | 1980年2月  | 上毛電気鉄道へ譲渡（クハ38）          |
| クハ1428        | -               | 1955年9月  | -          | -          | -          | -             | 1978年3月  | 上毛電気鉄道へ譲渡（クハ34）          |
| クハ1429        | -               | 1955年12月 | -          | -          | -          | -             | 1978年9月  | 上毛電気鉄道へ譲渡（クハ35）          |
| クハ1430        | -               | 1955年12月 | -          | -          | -          | -             | 1978年9月  |                                       |
| クハ1431 (II)   | -               | 1956年9月  | -          | -          | クハ1461   | クハ1441 (II) | 1979年9月  |                                       |
| クハ1432 (II)   | -               | 1956年11月 | -          | -          | クハ1462   | クハ1442 (II) | 1979年6月  |                                       |
| クハ1433 (II)   | -               | 1956年12月 | -          | -          | クハ1463   | クハ1443      | 1980年9月  | 1980年3月ダイヤ改正時の大型種別板搭載 |
| クハ1434 (II)   | -               | 1955年12月 | -          | -          | クハ1462   | クハ1444      | 1980年9月  | 1980年3月ダイヤ改正時の大型種別板搭載 |
| クハ1435 (II)   | -               | 1957年1月  | -          | -          | クハ1465   | クハ1445      | 1981年1月  | 1980年3月ダイヤ改正時の大型種別板搭載 |
| クハ1436 (II)   | -               | 1957年2月  | -          | -          | クハ1466   | クハ1446      | 1980年     |                                       |
| クハ1437 (II)   | -               | 1957年3月  | -          | -          | クハ1467   | クハ1447      | 1978年9月  | 上毛電気鉄道へ譲渡（クハ33）          |
| クハ1438 (II)   | -               | 1957年3月  | -          | -          | クハ1468   | クハ1448      | 1978年9月  | 上毛電気鉄道へ譲渡（クハ36）          |
| クハ1439 (II)   | -               | 1959年5月  | -          | -          | クハ1469   | クハ1449      | 1981年3月  | 1980年3月ダイヤ改正時の大型種別板搭載 |
| クハ1440 (II)   | -               | 1959年5月  | -          | -          | クハ1470   | クハ1450      | 1981年3月  | 1980年3月ダイヤ改正時の大型種別板搭載 |

- 種車欄の「国」は国鉄払い下げ木造車を[注釈 16]、「西」は自社保有の木造車をそれぞれ示す[注釈 17]。